# Hauptabteilung Friedenssicherungseinsätze

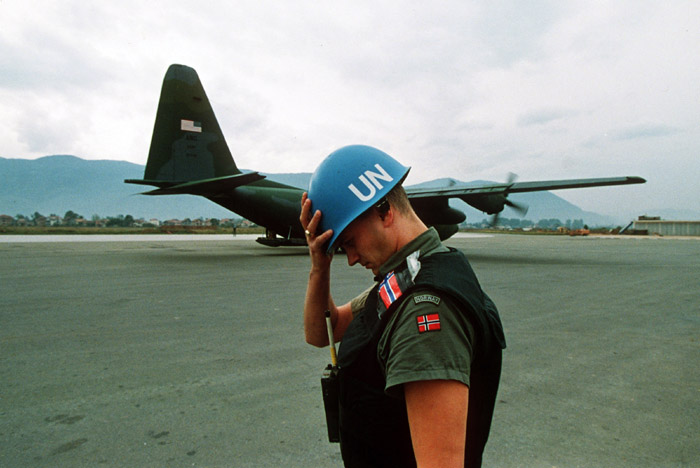
UN-Friedensmission in Sarajevo (1992)

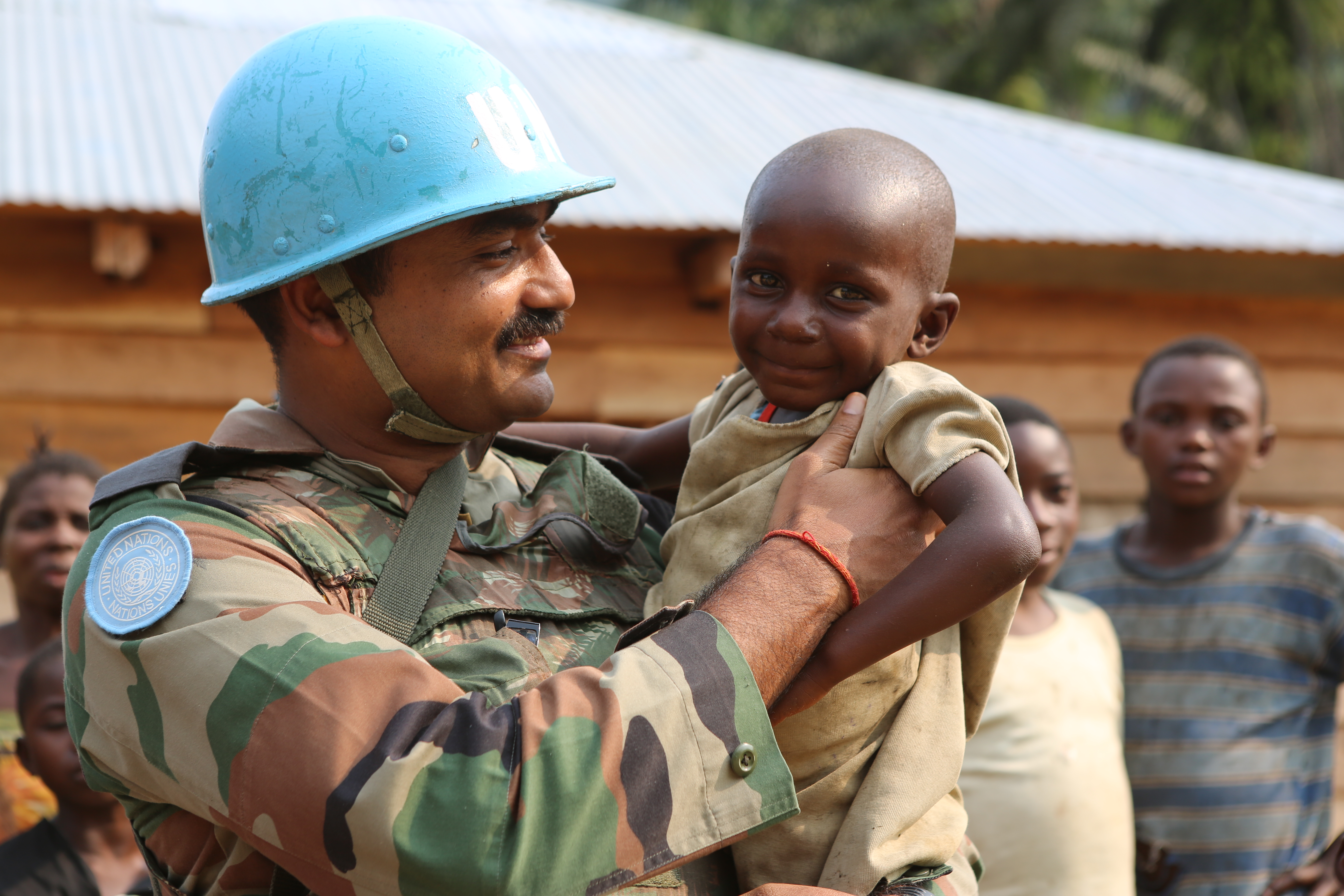
Indischer Blauhelm-Soldat im Kongo (2000)

Die Hauptabteilung Friedenssicherungseinsätze (französisch Département des opérations de maintien de la paix; englisch Department of Peace Operations, DPO – zuvor Department for Peacekeeping Operations, DPKO) ist eine 1992 gegründete Hauptabteilung des UN-Sekretariats und ersetzt das Office of Special Political Affairs. Das ehem. DPKO leitet im Namen des UN-Generalsekretärs die von den Mitgliedsländern bereitgestellten Friedenstruppen der Vereinten Nationen bei Beobachtermissionen und Friedensmissionen. Es führt einige politische Missionen und ist mit dem Minenaktionsdienst der Vereinten Nationen (englisch: United Nations Mine Action Service, UNMAS) für die Koordinierung der Minenräumung und der Beseitigung explosiver Kriegsüberreste zuständig. Die Friedenstruppen stehen unter dem operativen Kommando eines Befehlshabers, der seine Anweisungen vom UN-Generalsekretär oder von einem Sonderbeauftragten des Generalsekretärs erhält.
Diese friedenssichernden und -erhaltenden Maßnahmen sind nur möglich, wenn der Sicherheitsrat der Vereinten Nationen oder die UN-Generalversammlung dies beschließen und die beteiligten Konfliktparteien dem zustimmen. Das Einverständnis kann zurückgezogen werden. So musste die UNEF I am 16. Mai 1967 auf ägyptischen Wunsch den Sinai verlassen. Friedenserzwingende Maßnahmen werden im Allgemeinen nicht vom DPKO, sondern von den Mitgliedstaaten durchgeführt.
Leiter des DPKO im Rang eines Untergeneralsekretärs ist seit dem 1. April 2017 der Franzose Jean-Pierre Lacroix. Der Generalleutnant aus Uruguay Carlos Humberto Loitey fungiert seit 2016 als Militärischer Berater und Stefan Feller aus Deutschland seit April 2013 als Polizeiberater.

## Leiter der Hauptabteilung Friedenssicherungseinsätze
| Zeitraum                 | Name                | Nationalität           |
| ------------------------ | ------------------- | ---------------------- |
| 1992-März 1993           | Marrack Goulding    | Vereinigtes Königreich |
| März 1993-Dezember 1996  | Kofi Annan          | Ghana                  |
| Januar 1997-Oktober 2000 | Bernard Miyet       | Frankreich             |
| Oktober 2000-Juni 2008   | Jean-Marie Guéhenno | Frankreich             |
| Juni 2008-September 2011 | Alain Le Roy        | Frankreich             |
| September 2011-März 2017 | Hervé Ladsous       | Frankreich             |
| Seit April 2017          | Jean-Pierre Lacroix | Frankreich             |

## Personal
Im Februar 1993 entschied die Generalversammlung mit der Resolution 47/71, dass die Mitgliedsstaaten militärisches Personal für das DPKO stellen sollen. 1997 wurden insgesamt 111 Offiziere gestellt, 69 von NATO-Ländern und 19 von US-nahen Ländern. Im September 1997 wurde dann mit der UN-Resolution 51/243 das System umgestellt, und seitdem bezahlt das DPKO das eigene militärische Personal selbst, nur noch Spezialisten dürfen gratis von den Mitgliedsstaaten der UN gestellt werden, was 1999 aber auf Druck der Entwicklungsländer (da Spezialisten häufig nur von reichen Ländern bezahlt werden können und somit eine Vormachtstellung entstehen konnte) eingestellt wurde.

## System der Verfügungsbereitschaftsabkommen der Vereinten Nationen
Dieses System (engl. UN Stand-by Arrangements System – UNSAS) ist ein seit 1994 bestehendes Verzeichnis von Truppen, Material und Ausrüstung, welche innerhalb von 30 bis 90 Tagen nach Beginn einer neuen Operation zur Verfügung stehen können. Jeder Mitgliedsstaat legt sein Angebot selbst fest. Zurzeit sind etwa 100.000 Soldaten, Polizisten und andere Experten gemeldet. In Ausbildungszentren, z. B. im VN Ausbildungszentrum der Bundeswehr in Hammelburg, werden sie nach UNO-Standards ausgebildet.
Eine Ergänzung war die auf Vorschlag von Hans Hækkerup gegründete und mit Unterstützung der UNO aufgebaute schnelle Eingreiftruppe Multinationale Brigade der Vereinten Nationen aus Eingreiftruppen hoher Bereitschaft (SHIRBRIG). Sie bestand vom 15. Dezember 1996 bis zum 30. Juni 2009. Die schnelle Eingreiftruppe sollte zu Beginn einer Friedensmission eingesetzt, um dann von anderen Truppen ersetzt zu werden. Die folgenden Staaten beteiligten sich: Argentinien, Dänemark, Finnland, Irland, Kanada, Italien, Litauen, Niederlande, Norwegen, Österreich, Polen, Portugal, Rumänien, Schweden, Slowenien und Spanien. Diese Staaten waren Beobachter: Chile, Jordanien, Senegal, Tschechische Republik und Ungarn. Der größte Einsatz mit etwa 700 Soldaten war im Jahr 2000 an der Grenze zwischen Äthiopien und Eritrea (United Nations Mission in Ethiopia and Eritrea). Weitere Einsätze gab es bei den UN-Missionen UNOCI, UNMIL, UNAMIS und UNMIS.
In Planung ist ein schnell zu verlegendes Hauptquartier, das Rapidly Deployable Mission Headquarters (RDMHQ).

## Versorgungsbasis der Vereinten Nationen
Das DPKO verfügt seit 1994 über eine dauerhafte Einrichtung in Brindisi für ihren Bedarf an Logistik, die „Versorgungsbasis der Vereinten Nationen“ (engl. United Nations Logistics Base). Mit Teilen des dort eingelagerten Materials (bezeichnet als „Strategische Materialreserve“ – engl. Strategic Deployment Stocks, SDS) kann eine neue Mission schneller begonnen werden.

## Sektion Beste Verfahrensweisen der Friedenssicherung
Das DPKO verfügt seit 2001 über die Abteilung „Gruppe Beste Verfahrensweisen der Friedenssicherung“ (PBPU), in der die Erfahrungen aus früheren Missionen aufgearbeitet werden. Im Juli 2005 wurde die Abteilung in „Sektion Beste Verfahrensweisen der Friedenssicherung“ (PBPS) umbenannt.

## Reformen innerhalb der DPKO
Im Jahr 2000 erschien der von der UN in Auftrag gegebene Brahimi-Report (Report of the Panel on United Nations Peacekeeping Operations) mit Reformempfehlungen für die Friedensmissionen der Vereinten Nationen. Infolgedessen starteten umfangreiche Reformprozesse innerhalb der UN. 2006 entwickelte der damalige Leiter der DPKO Jean-Marie Guéhenno die Reformagenda Peace Operations 2010, die besonders die Wichtigkeit von Qualität, Kompetenz und Unterstützungsleistungen des DPKO für erfolgreiche Friedenseinsätze betonte. Im Jahr 2008 wurden im Rahmen der Capstone Doctrine Prinzipien und Leitlinien des Peacekeepings definiert. Das 2009 veröffentlichte Strategiepapier A New Partnership Agenda: Charting a New Horizon for UN Peacekeeping hob die Relevanz der Kooperation zwischen dem UN-Sekretariat, dem Sicherheitsrat und der UN-Mitgliedsstaaten hervor und stieß somit ebenfalls weitere Reformprozesse an.